# Provincie Cáceres
Provincie Cáceres (španělsky Provincia de Cáceres) je provincie v západním Španělsku, jedna ze dvou provincií autonomního společenství Extremadura. Sousedí s Portugalskem a s provinciemi Badajoz, Toledo, Ávila a Salamanca. S rozlohou 19 868 km² je Cáceres druhou největší španělskou provincií (po sousední provincii Badajozu). Na jejím území žije přibližně 388 tisíc obyvatel; hustota osídlení je tedy přibližně 20 obyv./km². Hlavním městem je Cáceres (95 000 obyvatel). V provincii je velmi málo měst; mezi větší patří Navalmoral de la Mata, Plasencia nebo Trujillo.